# Ignacy Danysz
Ignacy Danysz (ur. 1 lutego 1802 w Pniewach, zm. 10 października 1855 w Poznaniu) – oficer wojsk polskich, uczestnik powstania listopadowego.

## Życiorys
Był uczestnikiem Powstania Listopadowego. Jako porucznik pułku jazdy poznańskiej 15 września 1831 otrzymał Krzyż Złoty Orderu Virtuti Militari. Po upadku powstania przez 10 lat przebywał na emigracji, pełniąc między innymi obowiązki nauczyciela domowego w rodzinie hrabiego de Grancey. Po powrocie do kraju otrzymał posadę urzędnika w Ziemstwie Kredytowym w Poznaniu.  
Wraz z żoną Pauliną Danysz (z d. Rehfeld, zm. 1866) miał czworo dzieci: Anastazję, Annę, Michalinę oraz Antoniego.. 
Zmarł w Poznaniu w 1855 r. Jego ciało spoczywa na cmentarzu Zasłużonych Wielkopolan.